# ウィッチサマー
『ウィッチサマー』（The Wretched）は、2019年のアメリカ合衆国のホラー映画。
監督はブレット・ピアースとドリュー・T・ピアース、出演はジョン・ポール・ハワードとパイパー・カーダなど。
1000年の時を生きてきた魔女に立ち向かう少年の戦いを描く。
2019年のファンタジア国際映画祭で初上映された。
全米では『アバター』以来となるボックス・オフィス6週連続1位を記録。また、サム・ライミが「最高に面白い！近年で最もユニークで怖いホラー！」と絶賛した。

## ストーリー
高校生のベンは夏休みを過ごすため、別居中の父親リアムの住む町にやって来た。ベンはそこで隣の家に住むディロンという少年と知り合うが、彼はなぜか母親のアビーにひどく怯えていた。そして、ディロンはベンに母親の様子が最近おかしく、自分の母親ではないと言う。
それから数日後、ディロンは突然姿を消してしまう。心配したベンはディロンの父親タイに尋ねるが、彼は「私に息子はいない」と答える。不審に思ったベンは隣の家族のことを調べ始める。そして、アビーが1000年も生きている魔女に身体を乗っ取られているという恐るべき事実を知る。

## キャスト
- ベン: ジョン・ポール・ハワード - 高校生。
- マロリー（マル）: パイパー・カーダ - ベンのバイト仲間。
- ディロン: ブレイン・クロッカレル - 隣家の少年。
- アビー: ツァラー・マーラー - ディロンの母親。
- タイ: ケヴィン・ビグリー（英語版） - ディロンの父親。
- リアム: ジェイミソン・ジョーンズ（英語版） - ベンの父親。
- サラ: アジー・テスファイ（英語版） - リアムの恋人。
- J・J: ガブリエラ・ケサダ・ブルームガーデン
- ゲイジ: リチャード・エリス

## 作品の評価
Rotten Tomatoesによれば、批評家の一致した見解は「『ウィッチサマー』は“森の魔女”ホラーの成分を風味豊かなブレンドでかき立てており、脚本・監督のブレット・ピアースとドリュー・T・ピアースのおかげで、このジャンルのファンを一瞬空腹にさせるはずである。」であり、110件の評論のうち高評価は75%にあたる82件で、平均点は10点満点中6.2点となっている。
Metacriticによれば、15件の評論のうち、高評価は9件、賛否混在は5件、低評価は1件で、平均点は100点満点中61点となっている。